# MediaMotion
MediaMotion was een bedrijf dat Compact discs en DVDs produceerde.
Het bedrijf is ontstaan in 2003 door samenvoeging van Record Services Benelux (RSB), Cinram (dat is voortgekomen uit Polygram Manufacturing) en Metatec.
In 2004 werd het productiebedrijf van EMI in Uden overgenomen. Sindsdien verzorgde het bedrijf alle productie en distributie voor EMI Europa. In 2004 werd KDG Nederland overgenomen. In 2005 kwam ook Care4Data in handen van de groep. In 2006 werd de Groep verder uitgebreid met Workflow UK Limited en Digital Valley SA.
Het bedrijf beschikte naar eigen zeggen over meer dan 1000 gemotiveerde werknemers in Nederland (Uden, Eindhoven en Breda), België, Duitsland, Frankrijk, Zwitserland en het Verenigd Koninkrijk.
In februari 2008 verloren 280 van deze werknemers echter hun baan, omdat EMI geen zaken meer wilde doen met MediaMotion. In het laatste jaar van EMI werd nog een nettowinst geboekt van 1 miljoen. In de 4 jaren daarna werd er ruim 33 miljoen verlies geboekt. Het geld waarvoor het pand werd verkocht (24 miljoen) werd in de boeken niet meer terug gevonden. Het bedrijf ging failliet en er volgde een doorstart met 160 van de 400 vaste werknemers. Ook de 300 uitzendkrachten verloren hun werk. Op 7 november 2008 werd echter aangekondigd dat het bedrijf op 31 december 2008 definitief zal sluiten, en daarmee komen de 300 nog aanwezige werknemers op straat te staan.
Op 31 januari is het in hetzelfde pand gevestigde distributiecentrum definitief gesloten. Paul Hendriks en Emiel van Dommelen, de beide eigenaren, produceren nu alleen nog in hun vestiging in Breda. Geruchten gaan dat het distributiecentrum in Eindhoven nog dit jaar gesloten zal worden.
Door de negatieve klank die de naam Media Motion binnen Nederland heeft gekregen, is de naam in 2009 gewijzigd in Promese Netherlands B.V. De vestiging in Breda heeft nu als hoofd-activiteit de productie van diverse geluidsdragers, daarnaast zijn enkele distributie-deals vanuit de voormalige vestiging in Eindhoven overgeheveld.